# Stoote (Radevormwald)
Stoote ist eine Hofschaft in Radevormwald im Oberbergischen Kreis im nordrhein-westfälischen Regierungsbezirk Köln in Deutschland.

## Lage und Beschreibung
Die Hofschaft Stoote liegt im Süden von Radevormwald an der Stadtgrenze zu Wipperfürth und zu Hückeswagen an der Bevertalsperre. Die Nachbarorte sind Lichteneichen, Levenhausen und Stooter Mühle.
Der Erlenbach mündet hier in die Erlenbach-Vorsperre der Bevertalsperre. Über den Damm dieser Sperre verläuft die Kreisstraße 11.
Politisch im Stadtrat von Radevormwald vertreten wird der Ort durch den Direktkandidaten des Wahlbezirks 180.

## Geschichte
1514 wurde der Ort erstmals urkundlich erwähnt. „to dem Stoote“ ist in Kirchenrechnungen der reformierten Gemeinde in Radevormwald jener Zeit aufgelistet.
1898 wurde in Stoote ein Tiefbrunnen für die Wasserversorgung der Stadt Radevormwald angelegt. Ein circa 1,5 m im Durchmesser messender und 20 m tiefer Brunnenschacht mit einem 29 m langen Querstollen diente der Grundwassergewinnung. 150 Kubikmeter Wasser konnte die mit einer Dampfmaschine angetriebene Pumpe im Maschinenhaus im Talgrund der Bever täglich in den Wasserturm in Rädereichen pumpen.
Ein Teil des Ortsbereiches von Stoote verschwand mit der vollendeten Erweiterung der Bevertalsperre 1938 unter dem Wasserspiegel.
Im gleichen Jahr wurde in Stoote ein neues Brunnenhaus oberhalb des künftigen Wasserspiegels  an der heutigen Kreisstraße 11 angelegt. Der neue Brunnenschacht wurde mit der alten Anlage durch einen 100 m langen Querstollen verbunden und der alte Querstollen nochmals um 70 m erweitert. 1941 ging das ebenfalls neu gebaute Wasserwerk in Betrieb. 1986 wurde die Genehmigung vom Regierungspräsidenten in Köln erteilt, das schon 1981 aufgegebene Pumpwerk und das Wasserwerk in Stoote zu verkaufen.
Die im letzten Drittel des 13. Jahrhunderts aufgeworfene sogenannte „Hückeswagener Landwehr“ verlief im Bereich dieser Hofschaft. Sie schützte das seit 1260 durch Kauf bergisch gewordene Landgericht und Kirchspiel Hückeswagen vor Einfällen aus dem noch kurkölnischen Landgericht Radevormwald. Andere Literatur beschreibt den Stoote streifenden Teil dieser Linie als „Ispingrader Landwehr“. Von Radevormwald Ispingrade verlief sie demnach über Marke bis in die Nähe von Stoote.

## Wanderwege
Durch den Ort führt die SGV-Hauptwanderstrecke X7 (Residenzenweg) von Arnsberg nach Düsseldorf-Gerresheim und der Bever-Rundweg (B im Kreis).